# مصطفى زيتوني
مصطفى زيتوني (بالفرنسية: Mustapha Zitouni) (ولد 19 أكتوبر 1928 في الجزائر العاصمة - توفي في نيس في	5 يناير 2014) لعب بمركز مدافع هو لاعب كرة قدم الجزائري. لعب في بفرق فرنسية مثل كان وموناكو، وتم اختياره للعب في المنتخب الفرنسي لكرة القدم.
في عام 1958، مثله مثل مخلوفي، وبن طيفور وإبراهيمي، انضم إلى فريق جبهة التحرير الوطني لكرة القدم الذي يمثل جبهة التحرير الوطني التي تسعى من أجل استقلال الجزائر.
توفي يوم 5 يناير 2014 عن عمر يناهز 86 بعد معاناة مع المرض في فرنسا.

## المشوار الرياضي
- AS Saint Eugène ( الجزائر)
- 1953-1954: AS Cannes  فرنسا
- 1954-1958: AS Monaco  فرنسا)
- 1958-1962: فريق جبهة التحرير الوطني لكرة القدم
- 1964-1967: رائد القبة  الجزائر (مدرب-لاعب)

## السجل

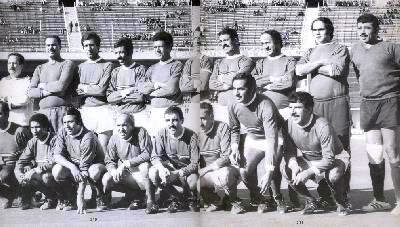
زيتوني (الصف الخلفي، السادس من اليسار) في صورة لفريق جبهة التحرير الوطني التاريخي عام 1974

- منتخب فرنسا لكرة القدم في 1957 و في 1958 (4 مشاركات)
- منتخب فرنسا لكرة القدم في 1963 و في 1964 (7 مشاركات)
- كأس الجزائر لكرة القدم وصل إلى نهائي 1965-1966 مع فريقه رائد القبة

## وصلات خارجية
- مصطفى زيتوني على موقع قاعدة بيانات كرة القدم.إي يو (الإنجليزية)
- مصطفى زيتوني على موقع ليكيب (الفرنسية)
- مصطفى زيتوني على موقع ناشيونال فوتبول تيمز (الإنجليزية)
- مصطفى زيتوني على موقع عالم كرة القدم.نت (الإنجليزية)
- مصطفى زيتوني على موقع أوليمبيديا (الإنجليزية)